# Troisième circonscription des Yvelines
La troisième circonscription des Yvelines est l'une des 12 circonscriptions législatives que compte le département français des Yvelines (78), situé en région Île-de-France.
Béatrice Piron de La République en marche en est la députée depuis le 21 juin 2017, lors de la XVe législature de la Cinquième République, succédant à Henri Guaino des Républicains (anciennement Union pour un mouvement populaire), en fonction lors de la XIVe législature. Auparavant, la circonscription est représentée à l'Assemblée nationale lors des XIIe et XIIIe législatures par Christian Blanc. Sa suppléante Colette Le Moal le remplace du 19 avril 2008 au 5 août 2010, à la suite de son entrée au gouvernement.

## Description géographique et démographique

### Composition de la circonscription de 1958 à 1986
La Septième circonscription de Seine-et-Oise, devient Troisième circonscription des Yvelines en 1967.
Auparavant, elle était composée de :
- Canton de Meulan
- Canton de Poissy

(réf. Journal officiel du 14-15 octobre 1958).

### Composition de la circonscription de 1988 à 2012
La troisième circonscription des Yvelines est située à l'est du département.
Elle est entourée par les première, quatrième, sixième, onzième et douzième circonscriptions des Yvelines ainsi que par le département des Hauts-de-Seine.
Elle est composée des trois cantons suivants :
- Canton de La Celle-Saint-Cloud : 29 959 habitants (La Celle-Saint-Cloud et Bougival)
- Canton du Chesnay : 31 748 habitants. (Le Chesnay et Rocquencourt)
- Canton de Saint-Nom-la-Bretèche : 35 558 habitants (Bailly, Chavenay, Feucherolles, L'Étang-la-Ville, Noisy-le-Roi, Rennemoulin, Saint-Nom-la-Bretèche, Villepreux)

D'après les chiffres du recensement de 1999, la circonscription était alors peuplée de 97 231 habitants et la population active était de 45 061 personnes .

### Composition de la circonscription à compter de 2012
Lors du nouveau découpage électoral de 2010, la circonscription est redéfinie. La commune des Clayes-sous-bois, du canton de Plaisir, est transférée de la 12e circonscription.
D'après les chiffres du recensement de 2008, la circonscription était alors peuplée de 115 794 habitants.

## Description politique
Circonscription historiquement tournée très à droite, les résultats des élections présidentielles le montrent chaque année avec une avance significative dès le premier tour des candidats de droite et du centre comme François Fillon en 2017 à plus de 40 % en moyenne dans chacune des communes.
Le Chesnay : 47,15 % au premier tour pour le candidat Les Républicains, 35,42 % à La Celle-Saint-Cloud, 54,39 % à Saint-Nom-la-Bretèche, 47,54 % à Bailly, 50,16 % à Noisy-le-Roi, etc.
Le candidat Henri Guaino y a fait un score très élevé au second tour des législatives en 2012 à plus de 73,73% face à la candidate du Parti socialiste Fabienne Gelgon-Bilbault.

## Historique des députations
| Législature | Début de mandat  | Fin de mandat    | Député               | Parti politique | Observations                                                                                           |
| ----------- | ---------------- | ---------------- | -------------------- | --------------- | --- |
| IXe         | 23 juin 1988     | 1er avril 1993   | Paul-Louis Tenaillon | UDF             | |
| Xe          | 2 avril 1993     | 21 avril 1997    | Paul-Louis Tenaillon | UDF             | Mandat écourté à la suite d'une dissolution parlementaire décidée par Jacques Chirac.                  |
| XIe         | 12 juin 1997     | 18 juin 2002     | Anne-Marie Idrac     | Apparenté UDF   | |
| XIIe        | 19 juin 2002     | 16 décembre 2002 | Anne-Marie Idrac     | Apparenté UDF   | Élection partielle le 15 décembre 2002 après la démission d'Anne-Marie Idrac.                          |
| XIIe        | 16 décembre 2002 | 19 juin 2007     | Christian Blanc      | Apparenté UDF   | Élection partielle le 15 décembre 2002 après la démission d'Anne-Marie Idrac.                          |
| XIIIe       | 20 juin 2007     | 18 avril 2008    | Christian Blanc      | Apparenté UDF   | Entrée au gouvernement Fillon II de Christian Blanc le 18 mars 2008, puis démission le 4 juillet 2010. |
| XIIIe       | 18 avril 2008    | 4 septembre 2010 | Colette Le Moal      | NC              | Entrée au gouvernement Fillon II de Christian Blanc le 18 mars 2008, puis démission le 4 juillet 2010. |
| XIIIe       | 4 septembre 2010 | 19 juin 2012     | Christian Blanc      | NC              | Entrée au gouvernement Fillon II de Christian Blanc le 18 mars 2008, puis démission le 4 juillet 2010. |
| XIVe        | 20 juin 2012     | 20 juin 2017     | Henri Guaino         | UMP             | |
| XVe         | 21 juin 2017     | 21 juin 2022     | Béatrice Piron       | LREM            | |
| XVIe        | 22 juin 2022     | 9 juin 2024      | Béatrice Piron       | RE              | Mandat écourté à la suite d'une dissolution parlementaire décidée par Emmanuel Macron.                 |
| XVIIe       | 8 juillet 2024   | En cours         | Béatrice Piron       | RE              | |

## Historique des élections

### Élections législatives de 1967
| Candidat       | Candidat              | Parti          | Premier tour | Premier tour | Second tour | Second tour |  |
| Candidat       | Candidat              | Parti          | Voix         | %            | Voix        | %           |  |
| -------------- | --------------------- | -------------- | ------------ | ------------ | ----------- | ----------- |  |
|                | Jean Drouot-L'Hermine | UD-Ve          | 22 589       | 38,06        | 26 846      | 45,96       |  |
|                | Roger Le Toullec      | PCF            | 15 016       | 25,3         | Retrait     | Retrait     |  |
|                | Pierre Métayer élu    | SFIO (FGDS)    | 13 502       | 22,75        | 31 560      | 54,04       |  |
|                | Daniel Demaison       | CD (PDM)       | 6 368        | 10,73        |             |             |  |
|                | Gérard Renard         | Extrême droite | 1 870        | 3,15         |             |             |  |
|                |                       |                |              |              |             |             |  |
| Inscrits       | Inscrits              | Inscrits       | 74 770       | 100,00       | 74 759      | 100,00      |  |
| Abstentions    | Abstentions           | Abstentions    | 14 076       | 18,83        | 14 689      | 19,65       |  |
| Votants        | Votants               | Votants        | 60 694       | 81,17        | 60 070      | 80,35       |  |
| Blancs et nuls | Blancs et nuls        | Blancs et nuls | 1 349        | 2,22         | 1 664       | 2,77        |  |
| Exprimés       | Exprimés              | Exprimés       | 59 345       | 97,78        | 58 406      | 97,23       |  |

Le suppléant de Pierre Métayer était André Griset, inspecteur divisionnaire d'assurances.

### Élections législatives de 1968
| Candidat       | Candidat               | Parti          | Premier tour | Premier tour | Second tour | Second tour |  |
| Candidat       | Candidat               | Parti          | Voix         | %            | Voix        | %           |  |
| -------------- | ---------------------- | -------------- | ------------ | ------------ | ----------- | ----------- |  |
|                | Gérard Godon élu       | UDR (URP)      | 17 148       | 28,63        | 29 862      | 51,86       |  |
|                | Pierre Métayer sortant | SFIO (FGDS)    | 13 065       | 21,81        | 27 723      | 48,14       |  |
|                | Roger Le Toullec       | PCF            | 11 212       | 18,72        | Retrait     | Retrait     |  |
|                | Serge Ridel            | RI             | 9 338        | 15,59        | Retrait     | Retrait     |  |
|                | René Georges           | CD (PDM)       | 5 610        | 9,37         |             |             |  |
|                | Gaston Rousset         | PSU            | 2 542        | 4,24         |             |             |  |
|                | Pierre Achard          | TD             | 988          | 1,65         |             |             |  |
|                |                        |                |              |              |             |             |  |
| Inscrits       | Inscrits               | Inscrits       | 75 308       | 100,00       | 75 294      | 100,00      |  |
| Abstentions    | Abstentions            | Abstentions    | 14 780       | 19,63        | 16 497      | 21,91       |  |
| Votants        | Votants                | Votants        | 60 528       | 80,37        | 58 797      | 78,09       |  |
| Blancs et nuls | Blancs et nuls         | Blancs et nuls | 625          | 1,03         | 1 212       | 2,06        |  |
| Exprimés       | Exprimés               | Exprimés       | 59 903       | 98,97        | 57 585      | 97,94       |  |

Le suppléant de Gérard Godon était Jacques Michot

### Élections législatives de 1973
| Candidat       | Candidat                   | Parti                | Premier tour | Premier tour | Second tour | Second tour |  |
| Candidat       | Candidat                   | Parti                | Voix         | %            | Voix        | %           |  |
| -------------- | -------------------------- | -------------------- | ------------ | ------------ | ----------- | ----------- |  |
|                | Gérard Godon sortant réélu | UDR (URP)            | 23 929       | 33,51        | 36 052      | 51,41       |  |
|                | Jean Tricart               | PCF                  | 15 645       | 21,91        | 34 075      | 48,59       |  |
|                | Pierre Métayer             | PS (UGSD)            | 14 214       | 19,9         | Retrait     | Retrait     |  |
|                | Brigitte Gros              | Rad (MR)             | 12 259       | 17,17        | Retrait     | Retrait     |  |
|                | Basile Volokhine           | PSU                  | 2 573        | 3,6          |             |             |  |
|                | Charles Magnier            | LO                   | 2 165        | 3,03         |             |             |  |
|                | Jean Delarue               | Extrême gauche (OCI) | 580          | 0,81         |             |             |  |
|                | M. Costini                 | FP                   | 45           | 0,06         |             |             |  |
|                |                            |                      |              |              |             |             |  |
| Inscrits       | Inscrits                   | Inscrits             | 89 317       | 100,00       | 89 280      | 100,00      |  |
| Abstentions    | Abstentions                | Abstentions          | 15 879       | 17,78        | 15 449      | 17,3        |  |
| Votants        | Votants                    | Votants              | 73 438       | 82,22        | 73 831      | 82,7        |  |
| Blancs et nuls | Blancs et nuls             | Blancs et nuls       | 2 028        | 2,76         | 3 704       | 5,02        |  |
| Exprimés       | Exprimés                   | Exprimés             | 71 410       | 97,24        | 70 127      | 94,98       |  |

Le suppléant de Gérard Godon était Roland Doussot, adjoint au maire de Conflans-Sainte-Honorine.

### Élections législatives de 1978
| Candidat       | Candidat              | Parti                      | Premier tour | Premier tour | Second tour | Second tour |  |
| Candidat       | Candidat              | Parti                      | Voix         | %            | Voix        | %           |  |
| -------------- | --------------------- | -------------------------- | ------------ | ------------ | ----------- | ----------- |  |
|                | Michel Rocard élu     | PS                         | 25 277       | 26,54        | 51 549      | 52,99       |  |
|                | Gérard Godon sortant  | RPR                        | 24 782       | 26,02        | 45 731      | 47,01       |  |
|                | Jean Tricart          | PCF                        | 20 225       | 21,24        | Retrait     | Retrait     |  |
|                | Alix de la Bretesche  | UDF (PR)                   | 13 672       | 14,36        |             |             |  |
|                | Paul-Xavier Poli      | Divers écologiste          | 2 993        | 3,14         |             |             |  |
|                | Anna Tabakhoff        | Écologie 78                | 1 967        | 2,07         |             |             |  |
|                | Serge Rep             | Extrême droite (PFN)       | 1 175        | 1,23         |             |             |  |
|                | Serge Guéroult        | Extrême gauche (LO)        | 1 077        | 1,13         |             |             |  |
|                | Brigitte Gruson       | Divers écologiste          | 972          | 1,02         |             |             |  |
|                | Guy Daudet            | Divers droite (PSD)        | 962          | 1,01         |             |             |  |
|                | Patrice Andrivet      | PSU (FA)                   | 744          | 0,78         |             |             |  |
|                | Fabienne Lauret       | Extrême gauche             | 602          | 0,63         |             |             |  |
|                | André Dufraisse       | FN                         | 570          | 0,60         |             |             |  |
|                | Michel Gutman         | Divers droite (Maj. prés.) | 183          | 0,19         |             |             |  |
|                | Marcel Gofard         | Extrême droite             | 23           | 0,02         |             |             |  |
|                | Jean-Jacques Schlegel | Divers droite (CNIP)       | 13           | 0,01         |             |             |  |
|                |                       |                            |              |              |             |             |  |
| Inscrits       | Inscrits              | Inscrits                   | 116 260      | 100,00       | 115 674     | 100,00      |  |
| Abstentions    | Abstentions           | Abstentions                | 19 412       | 16,7         | 16 393      | 14,17       |  |
| Votants        | Votants               | Votants                    | 96 848       | 83,3         | 99 281      | 85,83       |  |
| Blancs et nuls | Blancs et nuls        | Blancs et nuls             | 1 611        | 1,66         | 2 001       | 2,02        |  |
| Exprimés       | Exprimés              | Exprimés                   | 95 237       | 98,34        | 97 280      | 97,98       |  |

La suppléante de Michel Rocard était Martine Frachon.

### Élections législatives de 1981
| Candidat                                 | Candidat                    | Parti               | Premier tour | Premier tour | Second tour | Second tour |  |
| Candidat                                 | Candidat                    | Parti               | Voix         | %            | Voix        | %           |  |
| ---------------------------------------- | --------------------------- | ------------------- | ------------ | ------------ | ----------- | ----------- |  |
|                                          | Michel Rocard sortant réélu | PS                  | 39 892       | 48,07        | 52 541      | 60,31       |  |
|                                          | Bruno Mégret                | RPR (UNM)           | 21 331       | 25,70        | 34 577      | 39,69       |  |
|                                          | Michel Humbert              | UDF (UNM)           | 10 518       | 12,67        |             |             |  |
|                                          | Roger Le Toullec            | PCF                 | 10 031       | 12,08        |             |             |  |
|                                          | Alain Luguet                | Extrême gauche (LO) | 1 093        | 1,32         |             |             |  |
|                                          | Éric Deriaz                 | FN                  | 118          | 0,14         |             |             |  |
|                                          |                             |                     |              |              |             |             |  |
| Inscrits                                 | Inscrits                    | Inscrits            | 122 261      | 100,00       | 122 244     | 100,00      |  |
| Abstentions                              | Abstentions                 | Abstentions         | 38 262       | 31,3         | 33 641      | 27,52       |  |
| Votants                                  | Votants                     | Votants             | 83 999       | 68,7         | 88 603      | 72,48       |  |
| Blancs et nuls                           | Blancs et nuls              | Blancs et nuls      | 1 016        | 1,21         | 1 485       | 1,68        |  |
| Exprimés                                 | Exprimés                    | Exprimés            | 82 983       | 98,79        | 87 118      | 98,32       |  |
| Source : Sud Ouest du 17 juin 1981, p. 4 |                             |                     |              |              |             |             |  |

La suppléant de Michel Rocard était Martine Frachon. Martine Frachon remplace Michel Rocard, nommé membre du gouvernement, du 23 juillet 1981 au 1er avril 1986.

### Tenues sur le découpage de 1986

#### Élections législatives de 1988
|                | Paul-Louis Tenaillon sortant réélu | UDF (CDS) (URC) | 24 074 | 59,14  |  |  |  |
|                | Roland Prédiéri                    | PS              | 10 001 | 24,57  |  |  |  |
|                | Pascal Delmas                      | FN              | 3 821  | 9,39   |  |  |  |
|                | Chantal Leclerc                    | PCF             | 1 749  | 4,3    |  |  |  |
|                | Bernard Dumont                     | Divers droite   | 816    | 2      |  |  |  |
|                | Michel Guyot                       | POE             | 248    | 0,61   |  |  |  |
|                |                                    |                 |        |        |  |  |  |
| Inscrits       | Inscrits                           | Inscrits        | 64 012 | 100,00 |  |  |  |
| Abstentions    | Abstentions                        | Abstentions     | 22 791 | 35,6   |  |  |  |
| Votants        | Votants                            | Votants         | 41 221 | 64,4   |  |  |  |
| Blancs et nuls | Blancs et nuls                     | Blancs et nuls  | 512    | 1,24   |  |  |  |
| Exprimés       | Exprimés                           | Exprimés        | 40 709 | 98,76  |  |  |  |

Le suppléant de Paul-Louis Tenaillon était Jean-Louis Gasquet, RPR, conseiller général, maire de La Celle-Saint-Cloud.

#### Élections législatives de 1993
| Candidat       | Candidat                           | Parti          | Premier tour | Premier tour | Second tour | Second tour |  |
| Candidat       | Candidat                           | Parti          | Voix         | %            | Voix        | %           |  |
| -------------- | ---------------------------------- | -------------- | ------------ | ------------ | ----------- | ----------- |  |
|                | Paul-Louis Tenaillon sortant réélu | UDF (CDS)      | 18 774       | 41,84        | 23 489      | 100,00      |  |
|                | Philippe Brillault                 | diss. RPR      | 7 393        | 16,48        | Retrait     | Retrait     |  |
|                | Michèle Valladon                   | PS (ADFP)      | 5 676        | 12,65        |             |             |  |
|                | Marie-Chantal Delmas               | FN             | 4 334        | 9,66         |             |             |  |
|                | Éléonore Gabarain-Moreau           | GÉ (EÉ)        | 3 943        | 8,79         |             |             |  |
|                | Chantal Leclerc                    | PCF            | 1 240        | 2,76         |             |             |  |
|                | Chantal Servat                     | LT-LNÉ         | 819          | 1,83         |             |             |  |
|                | Jacques Desmoineaux                | Divers         | 626          | 1,4          |             |             |  |
|                | Jean Caux                          | Divers         | 605          | 1,35         |             |             |  |
|                | Antoine Chaudron                   | CNIP           | 532          | 1,19         |             |             |  |
|                | Philippe Boulat                    | UDI            | 470          | 1,05         |             |             |  |
|                | François Rudloff                   | RDRP           | 460          | 1,03         |             |             |  |
|                |                                    |                |              |              |             |             |  |
| Inscrits       | Inscrits                           | Inscrits       | 66 959       | 100,00       | 66 951      | 100,00      |  |
| Abstentions    | Abstentions                        | Abstentions    | 20 911       | 31,23        | 35 565      | 53,12       |  |
| Votants        | Votants                            | Votants        | 46 048       | 68,77        | 31 386      | 46,88       |  |
| Blancs et nuls | Blancs et nuls                     | Blancs et nuls | 1 176        | 2,55         | 7 897       | 25,16       |  |
| Exprimés       | Exprimés                           | Exprimés       | 44 872       | 97,45        | 23 489      | 74,84       |  |

Le suppléant de Paul-Louis Tenaillon était Jean-Louis Gasquet.

#### Élections législatives de 1997
| Candidat       | Candidat              | Parti          | Premier tour | Premier tour | Second tour | Second tour |  |
| Candidat       | Candidat              | Parti          | Voix         | %            | Voix        | %           |  |
| -------------- | --------------------- | -------------- | ------------ | ------------ | ----------- | ----------- |  |
|                | Anne-Marie Idrac élue | UDF (FD)       | 15 145       | 35,58        | 30 222      | 69,89       |  |
|                | Michèle Valladon      | PS             | 8 163        | 19,18        | 13 022      | 30,11       |  |
|                | Philippe Brillault    | diss. RPR      | 7 728        | 18,16        |             |             |  |
|                | Pierre-Yves Pinchaux  | FN             | 4 161        | 9,78         |             |             |  |
|                | Stéphane Buffetaut    | MPF (LDI)      | 1 604        | 3,77         |             |             |  |
|                | Françoise Amosse      | PCF            | 1 449        | 3,40         |             |             |  |
|                | Christophe de Bue     | GÉ             | 1 305        | 3,07         |             |             |  |
|                | Jacques Desmoineaux   | Sans étiquette | 848          | 1,99         |             |             |  |
|                | Gilles Mancel         | MÉI            | 823          | 1,93         |             |             |  |
|                | Gérard Jonis          | US4J           | 695          | 1,63         |             |             |  |
|                | Yves Bugeaud          | Divers droite  | 390          | 0,92         |             |             |  |
|                | Elisabeth Barget      | Divers gauche  | 255          | 0,60         |             |             |  |
|                |                       |                |              |              |             |             |  |
| Inscrits       | Inscrits              | Inscrits       | 65 492       | 100,00       | 65 485      | 100,00      |  |
| Abstentions    | Abstentions           | Abstentions    | 21 681       | 33,1         | 20 295      | 30,99       |  |
| Votants        | Votants               | Votants        | 43 811       | 66,9         | 45 190      | 69,01       |  |
| Blancs et nuls | Blancs et nuls        | Blancs et nuls | 1 245        | 2,84         | 1 946       | 4,31        |  |
| Exprimés       | Exprimés              | Exprimés       | 42 566       | 97,16        | 43 244      | 95,69       |  |

Le suppléant d'Anne-Marie Idrac était Jean-Louis Gasquet, Vice-Président du conseil général des Yvelines, conseiller général RPR du canton de La Celle-Saint-Cloud, ingénieur.

#### Élections législatives de 2002
| Candidat       | Candidat                         | Parti          | Premier tour | Premier tour | Second tour | Second tour |  |
| Candidat       | Candidat                         | Parti          | Voix         | %            | Voix        | %           |  |
| -------------- | -------------------------------- | -------------- | ------------ | ------------ | ----------- | ----------- |  |
|                | Anne-Marie Idrac sortante réélue | UDF (FD)       | 15 342       | 34,22        | 18 895      | 57,94       |  |
|                | Philippe Brillault               | UMP            | 14 100       | 31,45        | 13 714      | 42,06       |  |
|                | Jacqueline Penez                 | PS             | 8 007        | 17,86        |             |             |  |
|                | Benedicte de Coudenhove          | FN             | 3 330        | 7,43         |             |             |  |
|                | Brigitte Bre Bayle               | Les Verts      | 1 080        | 2,41         |             |             |  |
|                | Catherine Bouillard-Heck         | Cap21          | 678          | 1,51         |             |             |  |
|                | Angele Donzelle                  | PCF            | 533          | 1,19         |             |             |  |
|                | Bruno Georges                    | MPF            | 401          | 0,89         |             |             |  |
|                | Claude Biver                     | MÉI            | 307          | 0,68         |             |             |  |
|                | Stephanie Fontanie               | MNR            | 271          | 0,6          |             |             |  |
|                | Jacques Desmoineaux              | Divers         | 245          | 0,55         |             |             |  |
|                | Philippe Larrat                  | LO             | 243          | 0,54         |             |             |  |
|                | Jean-Pierre Castric              | GÉ             | 198          | 0,44         |             |             |  |
|                | Solange Dessoy                   | CPNT           | 92           | 0,21         |             |             |  |
|                |                                  |                |              |              |             |             |  |
| Inscrits       | Inscrits                         | Inscrits       | 65 593       | 100,00       | 65 586      | 100,00      |  |
| Abstentions    | Abstentions                      | Abstentions    | 20 211       | 30,81        | 29 982      | 45,71       |  |
| Votants        | Votants                          | Votants        | 45 382       | 69,19        | 35 604      | 54,29       |  |
| Blancs et nuls | Blancs et nuls                   | Blancs et nuls | 555          | 1,22         | 2 995       | 8,41        |  |
| Exprimés       | Exprimés                         | Exprimés       | 44 827       | 98,78        | 32 609      | 91,59       |  |

Le suppléant d'Anne-Marie Idrac était Jean-François Baraton, maire-adjoint UMP de La Celle-Saint-Cloud.
Anne-Marie Idrac démissionna en septembre 2002 à la suite de sa nomination comme présidente de la RATP.

#### Élection législative partielle de 2002
Une élection partielle est donc organisée.
| Candidat                          | Candidat                 | Parti          | Premier tour | Premier tour | Second tour | Second tour |  |
| Candidat                          | Candidat                 | Parti          | Voix         | %            | Voix        | %           |  |
| --------------------------------- | ------------------------ | -------------- | ------------ | ------------ | ----------- | ----------- |  |
|                                   | Christian Blanc élu      | UDF            | 10 077       | 46,36        | 8 057       | 100,00      |  |
|                                   | Philippe Brillault       | UMP            | 6 683        | 30,74        | Retrait     | Retrait     |  |
|                                   | Jacqueline Penez         | PS             | 2 701        | 12,43        |             |             |  |
|                                   | Bertrand de Brosses      | FN             | 1 112        | 5,12         |             |             |  |
|                                   | Catherine Bouillard-Heck | GÉ             | 604          | 2,78         |             |             |  |
|                                   | Angele Donzelle          | PCF            | 317          | 1,46         |             |             |  |
|                                   | Jacques Desmoineaux      | Divers         | 243          | 1,12         |             |             |  |
|                                   |                          |                |              |              |             |             |  |
| Inscrits                          | Inscrits                 | Inscrits       | 65 574       | 100,00       | 65 575      | 100,00      |  |
| Abstentions                       | Abstentions              | Abstentions    | 43 625       | 66,53        | 56 294      | 85,85       |  |
| Votants                           | Votants                  | Votants        | 21 949       | 33,47        | 9 281       | 14,15       |  |
| Blancs et nuls                    | Blancs et nuls           | Blancs et nuls | 212          | 0,97         | 1 224       | 13,19       |  |
| Exprimés                          | Exprimés                 | Exprimés       | 21 737       | 99,03        | 8 057       | 86,81       |  |
| Source : Ministère de l'Intérieur |                          |                |              |              |             |             |  |

Philippe Brillault au second tour se retire, constatant la réserve de voix faible.

#### Élections législatives de 2007
|                                   | Christian Blanc sortant réélu | NC (UMP)                   | 22 535 | 50,80  |  |  |  |
|                                   | Juliette Quinten              | PS                         | 6 490  | 14,63  |  |  |  |
|                                   | Philippe Brillault            | diss. UMP                  | 5 725  | 12,91  |  |  |  |
|                                   | Denis Flamant                 | UDF–MoDem                  | 5 106  | 11,51  |  |  |  |
|                                   | Marie-Clotilde de Brosses     | FN                         | 1 048  | 2,36   |  |  |  |
|                                   | Annie Coupas                  | Les Verts                  | 980    | 2,21   |  |  |  |
|                                   | Edith Orozco                  | MPF                        | 672    | 1,52   |  |  |  |
|                                   | Daniele Steer                 | PCF                        | 531    | 1,20   |  |  |  |
|                                   | Stéphane Galardini            | Divers écologiste (LT-LNÉ) | 421    | 0,95   |  |  |  |
|                                   | Pascale Chaffanel             | Divers                     | 275    | 0,62   |  |  |  |
|                                   | Philippe Larat                | Extrême gauche (LO)        | 261    | 0,59   |  |  |  |
|                                   | Florence Dupont               | Extrême droite (MNR)       | 161    | 0,36   |  |  |  |
|                                   | Éric Prose                    | Divers droite (AL)         | 151    | 0,34   |  |  |  |
|                                   |                               |                            |        |        |  |  |  |
| Inscrits                          | Inscrits                      | Inscrits                   | 69 758 | 100,00 |  |  |  |
| Abstentions                       | Abstentions                   | Abstentions                | 25 070 | 35,94  |  |  |  |
| Votants                           | Votants                       | Votants                    | 44 688 | 64,06  |  |  |  |
| Blancs et nuls                    | Blancs et nuls                | Blancs et nuls             | 332    | 0,74   |  |  |  |
| Exprimés                          | Exprimés                      | Exprimés                   | 44 356 | 99,26  |  |  |  |
| Source : Ministère de l'Intérieur |                               |                            |        |        |  |  |  |

### Tenues sur le découpage de 2010

#### Élections législatives de 2012
Le député sortant, Christian Blanc ne se représentant pas, Henri Guaino, conseiller spécial de l'ex-président Nicolas Sarkozy est investi par l'UMP, le jeudi 11 mai 2012.
Bénéficiant du soutien de la droite locale, et malgré l'investiture de l'UMP finalement attribuée à Henri Guaino, le maire de La Celle Saint-Cloud, Olivier Delaporte maintient sa candidature, de même que le maire du Chesnay, Conseiller Général du Chesnay, Philippe Brillault. Hervé Séveno, chef d'entreprise et proche de Dominique De Villepin, se présente également.
|                | Henri Guaino élu         | UMP (PRV, AC)            | 13 702 | 28,12  | 27 345  | 61,85   |  |  |  |  |  |
|                | Fabienne Gelgon-Bilbault | PS                       | 12 561 | 25,78  | 16 870  | 38,15   |  |  |  |  |  |
|                | Olivier Delaporte        | diss. UMP                | 11 212 | 23,01  | Retrait | Retrait |  |  |  |  |  |
|                | Sophie Souchère          | RBM (FN)                 | 3 461  | 7,10   |         |         |  |  |  |  |  |
|                | Philippe Brillault       | diss. UMP                | 3 089  | 6,34   |         |         |  |  |  |  |  |
|                | Anne-Marie Rochon        | EÉLV                     | 1 272  | 2,61   |         |         |  |  |  |  |  |
|                | Catherine Radix          | FG (Divers gauche) (PCF) | 1 095  | 2,25   |         |         |  |  |  |  |  |
|                | Adrienne Pirollo         | PRV                      | 562    | 1,15   |         |         |  |  |  |  |  |
|                | Bernard Hagège           | PCD                      | 413    | 0,85   |         |         |  |  |  |  |  |
|                | Sidi Sakho               | Divers droite            | 296    | 0,61   |         |         |  |  |  |  |  |
|                | Samson Marzbani          | AÉI                      | 229    | 0,47   |         |         |  |  |  |  |  |
|                | Hervé Séveno             | RS                       | 186    | 0,38   |         |         |  |  |  |  |  |
|                | Christian Tollari        | RPF                      | 183    | 0,38   |         |         |  |  |  |  |  |
|                | Valérie Neyrand          | AR                       | 129    | 0,26   |         |         |  |  |  |  |  |
|                | Olivier Augustin         | LO                       | 118    | 0,24   |         |         |  |  |  |  |  |
|                | Vincent Fournier         | NPA                      | 105    | 0,22   |         |         |  |  |  |  |  |
|                | Olivier Roussel          | Divers                   | 56     | 0,11   |         |         |  |  |  |  |  |
|                | Jacques Desmoineaux      | Divers                   | 42     | 0,09   |         |         |  |  |  |  |  |
|                | Jean-Philippe Lemaire    | RIC                      | 20     | 0,06   |         |         |  |  |  |  |  |
|                |                          |                          |        |        |         |         |  |  |  |  |  |
| Inscrits       | Inscrits                 | Inscrits                 | 81 513 | 100,00 | 81 509  | 100,00  |  |  |  |  |  |
| Abstentions    | Abstentions              | Abstentions              | 32 371 | 39,71  | 35 793  | 43,91   |  |  |  |  |  |
| Votants        | Votants                  | Votants                  | 49 142 | 60,29  | 45 716  | 56,09   |  |  |  |  |  |
| Blancs et nuls | Blancs et nuls           | Blancs et nuls           | 411    | 0,84   | 1 501   | 3,28    |  |  |  |  |  |
| Exprimés       | Exprimés                 | Exprimés                 | 48 731 | 99,16  | 44 215  | 96,72   |  |  |  |  |  |

#### Élections législatives de 2017
|                                                                            | |                           |                           |                          |                          |
|                                                                            | | Premier tour 11 juin 2017 | Premier tour 11 juin 2017 | Second tour 18 juin 2017 | Second tour 18 juin 2017 |
|                                                                            | |                           |                           |                          |                          |
|                                                                            | | Nombre                    | % des inscrits            | Nombre                   | % des inscrits           |
| Inscrits                                                                   | Inscrits | 83 224                    | 100,00                    | 83 239                   | 100,00                   |
| Abstentions                                                                | Abstentions | 36 782                    | 44,20                     | 43 289                   | 52,01                    |
| Votants                                                                    | Votants | 46 442                    | 55,80                     | 39 950                   | 47,99                    |
|                                                                            | |                           | % des votants             |                          | % des votants            |
| Bulletins blancs                                                           | Bulletins blancs                                                                                               | 394                       | 0,85                      | 1 762                    | 4,41                     |
| Bulletins nuls                                                             | Bulletins nuls                                                                                                 | 124                       | 0,27                      | 531                      | 1,33                     |
| Suffrages exprimés                                                         | Suffrages exprimés                                                                                             | 45 924                    | 98,88                     | 37 657                   | 94,26                    |
|                                                                            | |                           |                           |                          |                          |
| Candidat Étiquette politique (partis et alliances)                         | Candidat Étiquette politique (partis et alliances)                                                             | Voix                      | % des exprimés            | Voix                     | % des exprimés           |
|                                                                            | |                           |                           |                          |                          |
|                                                                            | Béatrice Piron La République en marche                                                                         | 21 612                    | 47,06                     | 22 191                   | 58,93                    |
|                                                                            | Philippe Brillault Les Républicains (Union des démocrates et indépendants)                                     | 11 627                    | 25,32                     | 15 466                   | 41,07                    |
|                                                                            | Alexandre Langlois La France insoumise                                                                         | 2 621                     | 5,71                      |                          |                          |
|                                                                            | Stéphanie de Gonneville Front national                                                                         | 2 529                     | 5,51                      |                          |                          |
|                                                                            | Nicolas Hue Parti socialiste (Parti communiste français - Europe Écologie Les Verts - Parti radical de gauche) | 2 431                     | 5,29                      |                          |                          |
|                                                                            | Nicolas Tardy-Joubert Divers droite (Parti chrétien-démocrate)                                                 | 1 897                     | 4,13                      |                          |                          |
|                                                                            | Stéphane Galardini Écologiste (Confédération pour l'homme, l'animal et la planète)                             | 1 051                     | 2,29                      |                          |                          |
|                                                                            | Thibault Tournier Debout la France                                                                             | 666                       | 1,45                      |                          |                          |
|                                                                            | Sidi Sakho Divers droite (577-Les Indépendants)                                                                | 492                       | 1,07                      |                          |                          |
|                                                                            | Jean-Michel Bouiri Divers (Union populaire républicaine)                                                       | 247                       | 0,54                      |                          |                          |
|                                                                            | Michèle Lavezzari Divers gauche (Nouvelle Donne)                                                               | 218                       | 0,47                      |                          |                          |
|                                                                            | Marie Durand-Smet Divers (Parti du vote blanc)                                                                 | 218                       | 0,47                      |                          |                          |
|                                                                            | Olivier Augustin Lutte ouvrière                                                                                | 165                       | 0,36                      |                          |                          |
|                                                                            | Romain-Xavier Langlet Divers droite (Nous Citoyens)                                                            | 150                       | 0,33                      |                          |                          |
| Source : Ministère de l'Intérieur - Troisième circonscription des Yvelines | |                           |                           |                          |                          |

#### Élections législatives de 2022
Les élections législatives françaises de 2022 se déroulent les dimanches 12 et 19 juin 2022.
|                                                    |                                                             |                           |                           |                          |                          |
|                                                    |                                                             | Premier tour 12 juin 2022 | Premier tour 12 juin 2022 | Second tour 19 juin 2022 | Second tour 19 juin 2022 |
|                                                    |                                                             |                           |                           |                          |                          |
|                                                    |                                                             | Nombre                    | % des inscrits            | Nombre                   | % des inscrits           |
| Inscrits                                           | Inscrits                                                    | 84 434                    | 100                       | 83 457                   | 100                      |
| Abstentions                                        | Abstentions                                                 | 37 556                    | 45,01                     | 40 717                   | 48,79                    |
| Votants                                            | Votants                                                     | 48 787                    | 54,99                     | 42 740                   | 51,21                    |
|                                                    |                                                             |                           | % des votants             |                          | % des votants            |
| Bulletins blancs                                   | Bulletins blancs                                            | 410                       | 0,89                      | 2250                     | 5,26                     |
| Bulletins nuls                                     | Bulletins nuls                                              | 128                       | 0,28                      | 816                      | 1,91                     |
| Suffrages exprimés                                 | Suffrages exprimés                                          | 45 340                    | 98,83                     | 39 674                   | 92,83                    |
|                                                    |                                                             |                           |                           |                          |                          |
| Candidat Étiquette politique (partis et alliances) | Candidat Étiquette politique (partis et alliances)          | Voix                      | % des exprimés            | Voix                     | % des exprimés           |
|                                                    |                                                             |                           |                           |                          |                          |
|                                                    | Béatrice Piron* Ensemble                                    | 18 012                    | 39,73                     | 28 327                   | 71,40                    |
|                                                    | Louise Brody Nouvelle Union populaire écologique et sociale | 8 029                     | 17,71                     | 11 347                   | 28,60                    |
|                                                    | Bertrand Coquard Union des démocrates et indépendants       | 6 678                     | 14,73                     |                          |                          |
|                                                    | Jean-François Cuignet Reconquête                            | 4 698                     | 10,36                     |                          |                          |
|                                                    | Pierre-Yves Pinchaux Rassemblement national                 | 4 050                     | 8,93                      |                          |                          |
|                                                    | Isabelle Guigard Écologistes                                | 2 008                     | 4,43                      |                          |                          |
|                                                    | Lionel Deschamps Parti animaliste                           | 763                       | 1,68                      |                          |                          |
|                                                    | Ayse Aslan Droite souverainiste                             | 673                       | 1,48                      |                          |                          |
|                                                    | Olivier Augustin Lutte ouvrière                             | 261                       | 0,58                      |                          |                          |
|                                                    | Caroline Niebel Le Mouvement de la ruralité                 | 168                       | 0,37                      |                          |                          |
| * Députée sortante                                 |                                                             |                           |                           |                          |                          |

### Élections de 2024
| Candidat                 | Candidat                            | Parti et coalition       | Nuance                   | Premier tour | Premier tour | Second tour | Second tour |
| Candidat                 | Candidat                            | Parti et coalition       | Nuance                   | Voix         | %            | Voix        | %           |
| ------------------------ | ----------------------------------- | ------------------------ | ------------------------ | ------------ | ------------ | ----------- | ----------- |
|                          | Béatrice Piron sortante élue        | RE (ENS)                 | ENS                      | 20 768       | 34,49        | 38 824      | 68,75       |
|                          | Valentin Salvino,[réf. à confirmer] | RAD (RN)                 | UXD                      | 13 725       | 22,79        | 17 648      | 31,25       |
|                          | Thomas Ciano                        | PS (NFP)                 | UG                       | 12 557       | 20,85        | Retrait     | Retrait     |
|                          | Othman Nasrou                       | LR                       | LR                       | 10 211       | 16,96        |             |             |
|                          | Jérémy Bizet                        | FÉ (TUPV)                | ECO                      | 1 679        | 2,79         |             |             |
|                          | Olivier Le Coq                      | REC                      | REC                      | 998          | 1,66         |             |             |
|                          | Olivier Augustin                    | LO                       | EXG                      | 283          | 0,47         |             |             |
|                          |                                     |                          |                          |              |              |             |             |
| Suffrages exprimés       | Suffrages exprimés                  | Suffrages exprimés       | Suffrages exprimés       | 60 221       | 98,63        | 56 472      | 95,99       |
| Votes blancs             | Votes blancs                        | Votes blancs             | Votes blancs             | 592          | 0,97         | 1 876       | 3,19        |
| Votes nuls               | Votes nuls                          | Votes nuls               | Votes nuls               | 242          | 0,40         | 485         | 0,82        |
| Total                    | Total                               | Total                    | Total                    | 61 055       | 100          | 58 833      | 100         |
| Abstention               | Abstention                          | Abstention               | Abstention               | 22 466       | 26,90        | 24 705      | 29,57       |
| Inscrits / participation | Inscrits / participation            | Inscrits / participation | Inscrits / participation | 83 521       | 73,10        | 83 538      | 70,43       |